# Class Struggle

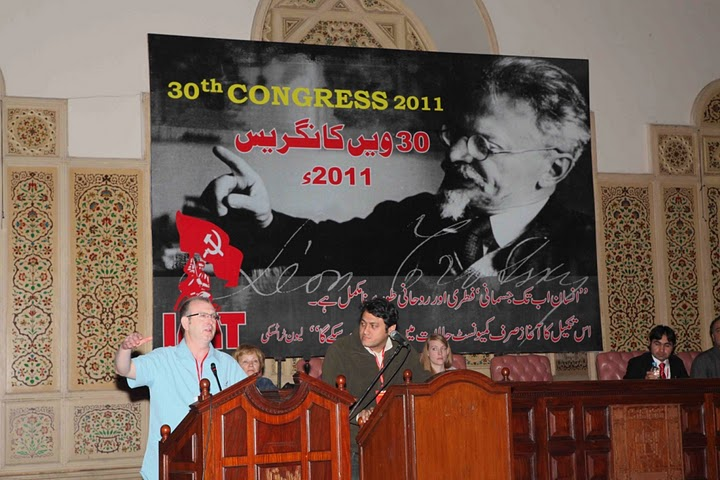
Le congrès de Class Struggle en 2011.

Class Struggle (ourdou : طبقاتی جدوجہد, « lutte des classes ») est une organisation marxiste pakistanaise. Il s'agissait de la section pakistanaise de la Tendance Marxiste Internationale (TMI) jusqu'en 2016. Son dirigeant et théoricien le plus connu est Lal Khan.
Se réclamant de l'héritage de Karl Marx, de Lénine et de Trotsky, cette organisation cherche à diffuser leurs idées au sein du mouvement ouvrier pakistanais. Pour ce faire, Class Struggle s'est constituée en tendance marxiste au sein du Parti du peuple pakistanais dont elle critique l'orientation réformiste pro-capitaliste et pro-impérialiste et milite pour le retour aux idées fondatrices du parti à savoir le renversement du capitalisme et la socialisation des moyens de productions.
Class Struggle est à l'origine  et anime la PTUDC - Pakistan Trade Union Defence Campaign (Campagne pakistaine de défense des syndicats).
Forte d'environ 3000 membres, il s'agissait de la plus grande organisation marxiste du pays ainsi que de la plus grande section de la TMI jusqu'à ce qu'elle en scissionne en 2016.